# Аделцхаузен
Аделцхаузен (њем. Adelzhausen) општина је у њемачкој савезној држави Баварска. Једно је од 24 општинска средишта округа Ајхах-Фридберг. Према процјени из 2010. у општини је живјело 1.601 становника. Посједује регионалну шифру (AGS) 9771111.

## Географија
Аделцхаузен се налази у савезној држави Баварска у округу Ајхах-Фридберг. Општина се налази на надморској висини од 492 метра. Површина општине износи 17,0 km².

## Становништво
У самом мјесту је, према процјени из 2010. године, живјело 1.601 становника. Просјечна густина становништва износи 94 становника/km².